# Дхолавира

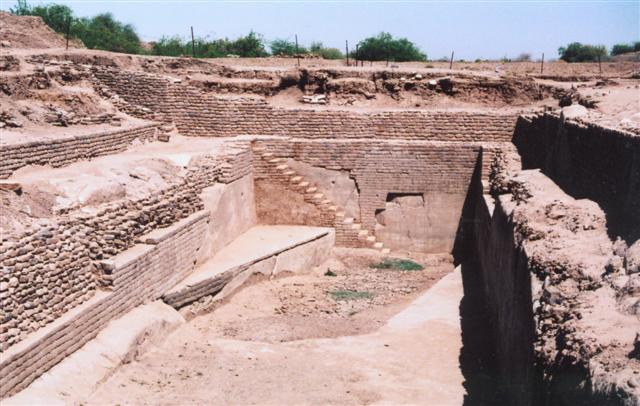
Водохранилище в Дхолавире

Дхолавира (англ. Dholavira, хинди धोलावीरा, гудж. ધોળાવીરા) — древний город Индской цивилизации. Находится на острове Кхадир, округ Кач, штат Гуджарат, Индия; остров изолирован от суши в муссонный сезон. Город был населён в период 2900—1900 гг. до н. э. (упадок начался около 2100 г. до н. э.), затем на некоторое время был заброшен, и около 1450 г. до н. э. появляются следы новых поселенцев. Открыт в 1967-1968 годах индийским археологом Джагатом Пати Джоши. В древности находился на острове посреди моря, но вследствие климатических изменений вода отступила, из-за чего, возможно, поселение было заброшено.